# Heinz-Werner Baer
Heinz-Werner Robert Baer (* 7. Dezember 1927 in Senftenberg; † 3. Mai 2009 in Rostock) war ein deutscher Pädagoge und Naturwissenschaftler.

## Leben
Heinz-Werner Baer wurde als Sohn des Oberschullehrers Willi Baer und dessen Frau Martha Baer, geborene Schulz, am 7. Dezember 1927 in Senftenberg geboren. Bis zu seinem sechsten Lebensjahre bildeten ihn seine Eltern aus, dann besuchte er eine Volksschule in seiner Heimatstadt und schließlich seit Ostern 1938 die dortige Oberschule. 1943 wirkte er als Luftwaffenhelfer. Im Juli 1944 musste er die Schule mit dem Reifevermerk verlassen und beendete den Luftwaffenhelferdienst vorzeitig, weil er in den Reichsarbeitsdienst berufen wurde. Seit Herbst fungierte er bei der Wehrmacht, wobei seine Einheit an der Ostfront kämpfte. Dabei zog er sich in den letzten Kriegstagen Arm- und Rückenverletzungen zu.
Nach Kriegsende wurde Baer in seiner Heimatstadt sechs Wochen lang zum Hilfslehrer ausgebildet. Im Oktober 1945 wurde er schließlich Lehrer einer Hormersdorfer Grundschule. In dieser Stellung verweilte er zwei Jahre, anschließend bestand er in Stollberg seine erste Lehrerprüfung. Im Sommer 1947 wurde er für acht Wochen in Lichtenstein/Sa. fortgebildet und begann ein Studium der Biologie, der Chemie, der Pädagogik und der Psychologie an den Universitäten Leipzig, Rostock und Jena. Während des Studiums war er je in den Semesterferien Lehrer. 1951 schloss er sein Studium an der Universität Jena mit einem Staatsexamen für das Lehramt in den Fächern Biologie und Chemie ab.
Anschließend wurde er an der Universität außerplanmäßiger Aspirant für Zoologie und Oberassistent Abert Uhligs. Außerdem erhielt er einen Forschungsauftrag, in dessen Rahmen er 1960 seine Dissertation Anopheles und Malaria in Thüringen verfasste. Nach seiner mündlichen Prüfung in Zoologie, Botanik und Pädagogik promovierte ihn die mathematisch-naturwissenschaftliche Fakultät der Universität zum Doktor der Naturwissenschaften.
1959 wurde Baer als Dozent für Biologie-Methodik an die Universität Rostock berufen. 1964 habilitierte ihn die Universität anhand der Schrift Experimenteller Biologieunterricht zum Dr. sc. paed. Seit 1965 war er an der Universität als Professor mit Lehrauftrag tätig, vier Jahre später wurde er zum ordentlichen Professor befördert. Zwischendurch hatte er das Pädagogikinstitut der Universität von 1964 bis 1967 geleitet. 1967/1968 leitete er das Institut für mathematisch-naturwissenschaftliche Methodik und die folgenden vier Jahre die Sektion für Biologie. Daneben war er Mitglied des Universitätssenats.
1982 und 1985 war Baer außerdem für je vier Wochen Gastprofessor an der Universität Lettlands in Riga. Nach mehreren langen, schweren Krankheiten rieten ihm Ärzte, in den Ruhestand zu treten, sodass er 1988 emeritiert wurde. Trotzdem war er noch zwischen 1992 und 1995 dreimal für je zwei Wochen Gastprofessor an der Universität Salzburg. Auch an anderen Universitäten, zum Teil in weiteren Ländern, lehrte Baer zwischendurch als Gastdozent oder -Professor. Am 3. Mai 2009 verstarb er in Rostock.
1969 erhielt er anlässlich der 450-Jahr-Feier der Universität Rostock den Vaterländischen Verdienstorden in Bronze.

## Wirken/Lehre
Baer lehrte die Didaktik des Studiums für angehende Biologielehrer. Dabei legte er Schwerpunkte auf die Probleme bei der Gesundheits- und Sexualerziehung, bei dem Bildungsinhalt der Biologie, bei dem koordinieren naturwissenschaftlicher Fächer und auch bei der Entwicklung eines Lehrplanes. Er forschte im Gebiet der medizinischen Insektenkunde und der menschlichen Biologie, er befasste sich mit verschiedenen Arbeits- und Experimentiertechniken in der Biologie.
Baer veröffentlichte laut eigener Aussage über 100 Werke über Pädagogik und Naturwissenschaften. Darunter seien 14 Bücher, bei denen er (Mit-)Autor oder Herausgeber war, diese hätten insgesamt über 40 Auflagen erlebt. Während seiner Laufbahn hatte er insgesamt über 30 Doktoranden betreut und im Rahmen dessen zahlreiche Gutachten erstellt.
Außerdem war Baer mehrere Jahre lang Mitglied mancher wissenschaftlicher Kommissionen. Selbst hebt er seine Mitgliedschaft der UNESCO und der Berliner Akademie der Pädagogischen Wissenschaften der DDR hervor. Er wirkte in der Redaktion der wissenschaftlichen Zeitschrift der Rostocker Universität und in der Redaktion der Zeitschrift Biologie in der Schule.

## Veröffentlichungen
- Anopheles und Malaria in Thüringen. Gustav Fischer Verlag, Parasitologische Schriftenreihe, Band 12, 1960.
- Biologische Schulexperimente. Handbuch für den Lehrer. Volk und Wissen Verlag Berlin, sieben Auflagen von 1962 bis 1986
- mit O. Grönke: Biologische Arbeitstechniken. Handbuch für den Lehrer. Volk und Wissen Verlag Berlin, fünf Auflagen von 1974 bis 1981
- Herausgeber und Mitautor: Anatomie, Physiologie und Hygiene des Menschen. Lehrbuch Biologie Klasse 8 Volk und Wissen Verlag Berlin, 13 Auflagen von 1969 bis 1990
- Herausgeber und Mitautor: Unterrichtshilfen für den Lehrer Biologie Klasse 8 Volk und Wissen Verlag Berlin, sechs Auflagen 1969 bis 1979
- Mitautor und Redakteur: Didaktik des Biologieunterrichts. Handbuch für den Biologielehrer Deutscher Verlag der Wissenschaften Berlin, 1962